# Les Coves
Ses Coves és un llogaret del municipi de Santa Eugènia que el 2006 tenia 38 habitants. Està situat al vessant de gregal del Puig de Son Seguí (també anomenat Puig de les Coves). Les coves a les quals fa referència el topònim estan situades entre Son Ferrando i Son Capó.